# Mark Ruiz
Mark Ruiz (9 de abril de 1979) es un deportista estadounidense que compitió en saltos de trampolín y plataforma. Ganó dos medallas en los Juegos Panamericanos, oro en 1999 y bronce en 2003.

## Palmarés internacional
| Juegos Panamericanos | Juegos Panamericanos            | Juegos Panamericanos | Juegos Panamericanos   |
| Año                  | Lugar                           | Medalla              | Prueba                 |
| -------------------- | ------------------------------- | -------------------- | ---------------------- |
| 1999                 | Winnipeg (Canadá)               | Medalla de oro       | Trampolín 3 m          |
| 2003                 | Santo Domingo (Rep. Dominicana) | Medalla de bronce    | Plataforma 10 m sincro |